# Казарян, Андраник Абрамович
Андрани́к Абрамович Казарян (1 (14) мая 1904 — 18 января 1992) — советский военачальник, участник Великой Отечественной войны, Герой Советского Союза (16 октября 1943), генерал-майор (22 февраля 1943).

## Биография
Родился 1 (14) мая 1904 года в городе Шуша Шушинского уезда Елизаветпольской губернии Российской империи, ныне Нагорный Карабах в армянской семье ремесленника. Рано остался сиротой, воспитывался в семье деда. Окончил начальную школу. Работать пришлось с 10 лет, с декабря 1914 года он трудился в частных парикмахерских в городах Баку, Куба и Шуша. 
В Красной Армии с декабря 1920 года, когда был зачислен воспитанником-сигналистом в отдельный радиобатальон Армянской Красной армии. Участвовал в Гражданской войне: в боевых действиях в Закавказье при ликвидации ряда антисоветских восстаний. С сентября 1922 по декабрь 1923 года служил в 1-м Армянском стрелковом полку. Окончил Объединённую Армянскую школу комсостава РККА в октябре 1924 года. На протяжении 7 последующих лет служил во 2-м Армянском территориальном полку: помощник командира взвода, командир взвода, с 1927 — командир роты. 
В эти же годы проходил переподготовку: с июня по август 1925 — на военно-педагогических курсах при Военно-политической школе Краснознамённой Кавказской армии, с ноября 1926 по июль 1927 — на военно-политических курсах при Тифлисской пехотной школе. Член ВКП(б) с 1927 года. С апреля 1931 года — начальник 4-го отделения штаба Армянской стрелковой дивизии. С февраля 1935 года — начальник штаба 3-го Армянского стрелкового полка в этой дивизии, переименованного в июле 1936 года в 228-й горнострелковый полк 76-й Армянской горнострелковой дивизии. При введении воинских званий в РККА в конце 1935 году ему было присвоено воинское звание майор. С августа 1937 года — командир этого полка.
В августе 1938 года уволен в запас РККА по статье 43 п. «б». В этот период он работал начальником военной кафедры Ереванского государственного университета. В июле 1939 года майор А. А. Казарян был восстановлен в РККА, тогда же направлен на Саратовские курсы усовершенствования комсостава запаса: преподаватель тактики, с декабря 1939 — старший преподаватель тактики, с января 1940 — помощник начальника курсов по материально-техническому обеспечению. В январе 1941 года откомандирован в распоряжение Центрального совета Осоавиахима СССР с оставлением в кадрах Красной армии, назначен председателем Куйбышевского областного совета Осоавиахима. В том же 1941 году окончил заочно 2 курса Военной академии РККА имени М. В. Фрунзе.  
Участник Великой Отечественной войны с июня 1941 года, когда был направлен в распоряжение Военного совета Южного фронта. Тогда жы был повышен в звании до подполковника (27.06.1941). В августе 1941 года назначен командиром 988-го стрелкового полка 230-й стрелковой дивизии 6-й армии Южного фронта; полк вёл оборонительные бои на левом берегу Днепра северо-западнее Днепропетровска в период Тираспольско-Мелитопольской оборонительной операции. В бою 29 сентября был тяжело ранен, несколько месяцев находился в госпитале. 
После выздоровления в конце января 1942 года назначен начальником штаба формировавшейся 134-й отдельной курсантской стрелковой бригады Приволжского военного округа (пос. Кинель, Куйбышевская область). В апреле с бригадой прибыл на Брянский фронт, 31 мая 1942 года подполковник А. А. Казарян назначен командиром этой бригады. В составе 13-й армии бригада под его командованием участвовала в Воронежско-Ворошиловградской оборонительной операции на территории Курской области. 
14 октября 1942 года полковник Казарян А. А. стал командиром сформированной под его же руководством на базе 134-й курсантской стрелковой бригады 74-й стрелковой дивизии. Командуя этой дивизией в составе 13-й армии Брянского фронта, он участвовал в Малоархангельской операции и внёс вклад в освобождение 23 февраля 1943 года города Малоархангельска Орловской области. Дивизия А. А. Казаряна за пять дней боёв уничтожила более 30 вражеских танков, большое количество другой военной техники противника. За успешное командование в этой операции постановлением Совета Народных Комиссаров Союза ССР от 22 февраля 1943 года полковнику Казаряну А. А. присвоено воинское звание «генерал-майор». 12 марта 1943 года дивизию вместе с армией передали в состав Центрального фронта. Отличился в оборонительном сражении на северном фасе Курской битвы, в тяжелых боях отражая атаки пехоты и танков противника на направлении главного удара 9-й немецкой армии. 17 июля армия перешла в контрнаступление, в начавшейся Орловской наступательной операции дивизия овладела нас. пунктами Глазуновка, Васильевка, Александровка; 5 августа форсировала реку Крома и захватила плацдарм на её северном берегу.
Командир 74-й стрелковой дивизии (15-й стрелковый корпус, 13-я армия, Центральный фронт) генерал-майор А. А. Казарян проявил исключительные мужество и мастерство в ходе битвы за Днепр и её составной части — Черниговско-Припятской наступательной операции. Сразу после броска к Днепру 23 сентября 1943 года его дивизия форсировала на подручных средствах Днепр у села Комарин (ныне посёлок городского типа Брагинского района Гомельской области Белоруссии), и преодолев упорное сопротивление врага, захватила плацдарм. В последующих тяжелых боях плацдарм был удержан и расширен, противнику нанесены большие потери.
Указом Президиума Верховного Совета СССР от 16 октября 1943 года за умелое командование стрелковой дивизией, образцовое выполнение боевых заданий командования на фронте борьбы с немецко-фашистским захватчиками и проявленные при этом мужество и героизм генерал-майору Казаряну Андранику Абрамовичу присвоено звание Героя Советского Союза с вручением ордена Ленина и медали «Золотая Звезда» (№ 1128).
В бою на плацдарме 6 октября 1943 года генерал Казарян был контужен и отправлен в госпиталь. После выздоровления в декабре 1943 года направлен на учёбу, в марте 1944 года окончил ускоренный курс Высшей военной академии имени К. Е. Ворошилова.
1 апреля 1944 года был назначен командиром 215-й стрелковой дивизии (72-й стрелковый корпус, 39-я армия, с июля 1944 в 5-й армии, 3-й Белорусский фронт). В завершающий год войны дивизия генерал-майора Казаряна А. А. принимала активное участие в Белорусской, Гумбиннен-Гольдапской, Восточно-Прусской наступательных операциях. В этих боях дивизия была награждена орденами Красного Знамени и Суворова 2-й степени.
Ещё до завершения разгрома гитлеровской Германии, 20 апреля 1945 года, 215-я стрелковая дивизия генерал-майор Казаряна А. А. в составе армии была выведена из боя и начала подготовку к переброске на Дальний Восток. Там она вошла в состав 1-го Дальневосточного фронта и в августе 1945 года приняла участие в советско-японской войне. В ходе Харбино-Гиринской операции дивизия отлично действовала при прорыве Волынского укрепрайона японской Квантунской армии, ею же был освобождён город Дуньхуа. Он был представителем Советского военного командования в Маньчжурии.
После Победы продолжил службу в Советской Армии, до октября 1947 года командуя той же дивизией. В 1948 году А. А. Казарян окончил курсы усовершенствования офицерского состава при Военной академии имени М. В. Фрунзе. В феврале 1949 года назначен заместителем командира 36-го стрелкового корпуса Прибалтийского военного округа, с февраля 1951 года заместитель командира 56-го стрелкового корпуса Дальневосточного военного округа, с июля 1953 заместитель командира 86-го стрелкового корпуса Забайкальского военного округа, с 5 июня 1956 — первый заместитель командира 45-го особого стрелкового корпуса (с марта 1957 45-й особый армейский корпус) Одесского военного округа. С декабря 1958 года генерал-майор А. А. Казарян — в запасе.
Жил в Симферополе. Активно участвовал в общественной жизни Крыма, будучи председателем научно-методического совета по пропаганде военных знаний и военно-патриотического воспитания Крымской областной организации общества «Знание», начальником Крымского областного штаба комсомольцев и молодежи «По местам славы советского народа», начальником Крымского областного штаба военно-спортивной игры «Зарница»; председателем Крымской областной комиссии по сдаче норм ГТО, членом президиума Крымской областной организации ДОСААФ. Автор нескольких книг и составитель сборников о героях Великой Отечественной войны. 
Стоял у истоков создания поискового движения в Крыму. 
Скончался 18 января 1992 года. Похоронен на аллее почетных захоронений кладбище «Абдал» в Симферополе.

Могила А. А. Казаряна на кладбище «Абдал» в Симферополе.

## Награды
- Медаль «Золотая Звезда» Героя Советского Союза (16.10.1943);
- два ордена Ленина (16.10.1943, 15.11.1950);
- пять орденов Красного Знамени (14.02.1943, 28.07.1943, 3.11.1944, 11.03.1945, 3.11.1953);
- три ордена Суворова 2-й степени (16.09.1943, 19.04.1945, 26.08.1945);
- орден Отечественной войны 1-й степени (11.03.1985);
- медали[4];
- Орден «Юнь-Гуй» (Китай);
- Медаль «50 лет Монгольской Народной Армии» (Монголия, 15.03.1971).

## Сочинения
- Клятва воина. — Симферополь: Крым, 1970.
- Герои боёв за Крым. — Симферополь: Таврия, 1972. (автор-составитель)
- Почётный гражданин. — Симферополь, 1974. (автор-составитель)
- Казарян А. А. и др. Кавалеры Ордена Славы. — Симферополь: Крым, 1968. — 91 с.